# Preskription
Preskription (lat. praescriptio), är ett juridiskt begrepp som betecknar när en rättsliga följd upphör att gälla efter att en viss tid från den rättsligt relevanta händelsen. Händelsen kan exempelvis vara ett brott, när en fordran uppstått eller ett beslut fattats.
I modern västlig lagstiftning måste en laglig aktion ske inom en viss, i varje enskild lag, bestämd tid. Om kravet framställs för sent har preskription inträffat, vilket innebär att talan inte kan fullföljas inom den jurisdiktionen.
För brottmål innebär det att allmänna åklagaren måste väcka åtal inom viss tid. Tiden varierar och i allmänhet är den bestämd beroende på hur allvarligt brottet är. I vissa länder, de anglosaxiska, kan den misstänkta dömas i sin frånvaro, in contumaciam, vilket innebär att avbrott av preskriptionen skett medan det i andra länder, de kontinentala, inte är möjligt.

## Preskription av brott

### Preskriptionstider i Sverige
För brottmål handlar preskription om icke-utövande av statens rättighet att straffa, där straff uteblir på grund av en viss tids dröjsmål att åtala eller verkställa utdömd bestraffning. Den kallas i den svenska brottsbalken bortfallande av påföljd (35 kap.).
Preskription ska uppmärksammas ex officio av rätten.
- Två års preskriptionstid gäller för brott med maximalt straff på fängelse 1 år,
- Fem års preskriptionstid gäller för brott med maximalt straff på fängelse 2 år,
- Tio års preskriptionstid gäller för brott med maximalt straff på fängelse 8 år,
- Femton års preskriptionstid gäller för brott med maximalt straff på fängelse viss bestämd tid över åtta år,
- För de allra grövsta brotten, såsom mord, gäller ingen preskriptionstid.

Från den 1 juli 2010 gäller att det inte längre sker någon preskription av de grövsta brotten om de begåtts 1 juli 1985 eller senare och om gärningspersonen fyllt 21 år vid brottens begående. Det gäller:
- mord eller dråp och försök till mord och dråp
- grovt folkrättsbrott
- folkmord och försök till folkmord
- terroristbrott och försök till terroristbrott

Spaningsuppgifter när det gäller dessa brott ska dock gallras ur polisens spårregister 70 år efter brottet, vilket i praktiken kommer att fungera som en informell preskriptionstid.
Tiden räknas från dagen då brottet begicks. Ett undantag från detta är sexualbrott mot barn då tiden räknas från det datum offret fyllt 18 år.
Tiden för åtalspreskription när någon har skräpat ned i naturen räknas från det den nedskräpande handlingen fullbordades enligt Högsta domstolens dom i NJA 1992 s 126.
Preskriptionstiden börjar löpa från den första handling som utgör ett fullbordat brott enligt NJA 1984 s. 564.
Innefattar en handling flera brott, får påföljd ådömas för alla brotten, så länge påföljd kan ådömas för något av dem.

## Preskription i civilrättsliga mål
I civilrättsliga mål skall i motsats till straffrättsliga mål, den som anser att preskription inträtt även åberopa detta. Det är alltså normalt inte domstols skyldighet att beakta preskription utan att den åberopats.
Det viktigaste exemplet på civil preskription är den allmänna tioårspreskriptionen för fordringar.
Ibland gäller dock treårig preskription och som ett absolut specialfall 25-årig preskription nämligen för lån tagna hos CSN.

### Fordringar i allmänhet
Denna preskription beräknas i svensk rätt från fordringens tillkomst, inte från dess förfallotid. I den juridiska doktrinen anses fordringen vara utan verkan först dagen efter att preskription skett. Eftersom en borgenär kan åstadkomma avbrott i preskriptionstiden, kan den borgenär som vill ta tillvara sin rätt orsaka att fordran inte preskriberas. Preskriptionsavbrott förutsätter att gäldenären får klart för sig att borgenären kräver honom eller henne på fordran eller påminner om den.

### Fordran från staten
Skatteskuld
Skatteskulder preskriberas fem år efter utgången av det kalenderår då den förföll till betalning. Skatteverket kan förlänga preskriptionen om den skyldige anses dölja egendom eller hållit sig undan, inte minst utomlands.
Uppkommen genom studielån hos CSN
Fordran på som avser återbetalning av studielån eller återkrav av studiestöd enligt lagen 1999:1395 preskriberas tjugofem år efter tillkomsten, om inte preskriptionen avbryts dessförinnan.

### Konsumentfordringar
För fordringar enligt konsumenträtten gäller en kortare preskriptionstid nämligen tre år.
Borgensförbindelse för en konsumentfordran preskriberas tre år efter förbindelsens tillkomst.
Treårig konsumentpreskription gäller för en hyresvärds fordran mot en hyresgäst när hyresvärden är näringsidkare och hyresgästen konsument.
En fordran kan förlängas fritt så att en skuld till någon har koll, såsom en bank eller ett företag som anlitat inkassoföretag i praktiken aldrig förfaller. Fordringsägaren måste dock kunna bevisa att gäldenären har tagit del av betalningskraven. Preskriptionstiden räknas alltså från den dag då gäldenären senast erkände skulden.
Man kan erkänna en skuld på flera sätt, exempelvis genom att ingå en avbetalningsplan eller skriva på ett delgivningskvitto.

### Preskriptionsavbrott
Preskription avbryts genom att gäldenären bekräftar skulden, till exempel genom att betala en del av den. Preskriptionsavbrott sker också när gäldenären får ett skriftligt krav eller påminnelse om skulden, eller genom att borgenären hänvisar till skulden vid domstol/konkursförhandling/förhandling om offentligt ackord/vid verkställighet hos Kronofogdemyndigheten . Borgenären står risken för att ett sådant kravbrev inom ordinarie preskriptionstid inte når gäldenären och att preskriptionstiden till följd därav inte avbryts. I rättspraxis har emellertid Högsta domstolen konstaterat att möjligheten att en gäldenär inte får något kravbrev när ett flertal sådana har skickats till gäldenärens folkbokföringsadress får anses som närmast försumbar, om posten inte skickat tillbaka breven. Har borgenären visat att ett flertal kravbrev skickats till gäldenären måste gäldenären kunna lämna en tänkbar förklaring till varför han inte nåtts av försändelserna för att preskriptionsavbrott inte ska anses ha skett. Om preskription avbryts genom erkännande eller genom kravbrev, börjar en ny preskriptionstid att löpa från dagen för avbrottet. Det finns ingen gräns för hur lång tid en skuld kan löpa om preskription avbryts tillräckligt ofta. Detta gör att den som har en skuld till en privatperson, till exempel på grund av misshandel eller bedrägeri, ofta får den avskriven eftersom privatpersonen ofta inte kan hantera juridiken eller glömmer att kräva skulden i det långa loppet. Medan den som har en stor skuld till en bank, till exempel ett huslån som inte kunnat betalas på grund av arbetslöshet ofta får en livslång skuld.

### Skuldsanering
Skuldsanering är en process som innebär att en preskriptionstid normalt på fem år sätts som inte kan avbrytas av borgenären, för privatpersoner som har skulder de inte bedöms någonsin kunna betala.

### Pension
För fordran på pension räknas preskriptionstiden från den dag fordringen tidigast kan göras gällande. Detta har prövats i Arbetsdomstolen mål AD 2008 nr 60 .

### Skadestånd enligt Miljöbalken
Miljööverdomstolen har i mål MÖD 2005:21 fastslagit att skadestånd enligt Mall:Legref preskriberas efter tio år i enlighet med de allmänna reglerna om preskription i 2 § Preskriptionslagen (1981:130).

### Klander av testamente
Vill arvinge göra gällande att testamente är ogillt enligt 13 kap. Ärvdabalken skall han väcka klandertalan inom sex månader efter det han delgivits testamentet enligt 14 kap 4 § ärvdabalken. Försittes denna tid, är rätt till talan förlorad.

### Klandertalan vid gåva
Talan ska väckas senast ett år efter det bouppteckning upprättats. Försittes denna tid, är rätt till talan förlorad.

### Klander av sysslomannauppdrag
Vid klander av styrelseledamots handhavande inom en förening brukas preskriptionsregeln Var som å sysslomans förättning tala vill; göre det lagligen inom natt och år, sedan han vid sysslan skildes enligt 18 kap 9 § handelsbalken.

### Bärgarlön
Bärgarlön preskriberas två år efter det bärgningen slutfördes.

### Ersättning enligt produktansvarslagen
Den som vill ha ersättning enligt produktansvarslagen skall väcka talan inom tre år från det att den fick eller borde ha fått kännedom om att fordringen kunde göras gällande.

### Väckande av talan enligt LAS
En arbetstagare som avser att yrka ogiltigförklaring av en uppsägning eller ett avskedande, skall underrätta arbetsgivaren om detta senast två veckor efter det att uppsägningen eller avskedandet skedde.
Har arbetstagaren inte fått något sådant besked om ogiltighetstalan som avses i 8 § andra stycket eller 19 § andra st LAS, uppgår dock tidsfristen till en månad och räknas från den dag då anställningen upphörde.
Om en arbetstagare gör gällande att ett anställningsavtal har tidsbegränsats i strid mot 4 § första st LAS och avser att yrka förklaring att avtalet skall gälla tills vidare, skall arbetstagaren underrätta arbetsgivaren om detta senast en månad efter anställningstidens utgång.
Har inom underrättelsetiden påkallats förhandling rörande tvistefrågan enligt lag (1976:580) om medbestämmande i arbetslivet eller med stöd av kollektivavtal, skall talan väckas inom två veckor efter det att förhandlingen avslutades. I annat fall skall talan väckas inom två veckor efter det att tiden för underrättelse gick ut.
Den som vill kräva skadestånd eller framställa annat fordringsanspråk som grundar sig på LAS skall underrätta motparten om detta inom fyra månader från den tidpunkt då den skadegörande handlingen företogs eller fordringen förföll till betalning. Har en arbetstagare inte fått något sådant besked om skadeståndstalan som avses i 8 § andra st eller 19 § andra st, räknas tiden i stället från den dag då anställningen upphörde. Avser arbetstagarens yrkande brott mot 4 § första st, räknas tidsfristen från anställningstidens utgång. Avser arbetstagarens yrkande brott mot 6 f § räknas tidsfristen från den dag då någon anställdes på den lediga anställningen.
Har inom underrättelsetiden påkallats förhandling rörande tvistefrågan enligt lagen (1976:580) om medbestämmande i arbetslivet eller med stöd av kollektivavtal, skall talan väckas inom fyra månader efter det att förhandlingen avslutades. I annat fall skall talan väckas inom fyra månader efter det att tiden för underrättelse gick ut. Utredare har fler än en utredning och sparar fakta i pärm, arkiv och läsbar media efter preskriptionstiden men utreder ej de brotten. Bevis, relaterade brott och erkännande som kommer fram efter preskriptionstiden kan användas i en rättegång.